# Lycoperdina mus
Lycoperdina mus es una especie de coleóptero de la familia Endomychidae.

## Distribución geográfica
Habita en la Colonia del Río Orange.